# バトラー郡区 (アイオワ州バトラー郡)
バトラー郡区は、アメリカ合衆国、アイオワ州、バトラー郡にある16の郡区の1つである。2000年の国勢調査で、人口は1685人だった。

## 地理
バトラー郡区は、94.7平方キロメートル（36.55平方マイル）で、Clarksvilleが含まれる。アメリカ地質調査所によると、この郡区はAntiochとLowellとOldとOld Townの4つの霊園が含まれる。